# Centaurea benedicta
Il cardo santo (Centaurea benedicta (L.) L., 1763) è una pianta erbacea, angiosperma dicotiledone, annuale, appartenente alla famiglia delle Asteracee.

## Descrizione
Questa pianta è alta 10–60 cm, e in condizioni favorevoli può anche arrivare al metro; la radice è gracile e fistolosa, i fusti e rami sono angolosi grigio-rossastri o anche aracnoideo-pubescenti, con peli più o meno ghiandolosi. Il caule è eretto e i rami più lunghi del fusto principale sono ridotti spesso ad un capolino. La forma biologica è terofita scaposa (T scap), ossia in generale sono piante erbacee che differiscono dalle altre forme biologiche poiché, essendo annuali, superano la stagione avversa sotto forma di seme e sono munite di asse fiorale eretto e spesso privo di foglie.

### Foglie
Le foglie inferiori sono brevemente picciolate, grandi con forme da lirate a pennatosette, a lobi triangolari e dentati; i lobi e i denti finiscono in una spina. Quelle basali sono lunghe 30 cm con 4 - 6 coppie di segmenti; le caulinari sono lunghe fino 10 cm, larghe la metà, sessili, un po' scorrenti sul fusto, sinuato-dentate, spinose, leggermente coriacee, con nervature bianche anastomizzate. Le ultime in alto sono lunghe 8 – 12 cm, larghe 2 – 3 cm. La superficie delle foglie è verde, da bianco-lanosa a sparsamente pubescente.

### Infiorescenza
Il capolino è avvolto completamente dalle foglie superiori (foglie bratteali a forma lanceolata larghe 8 mm e lunghe 30 mm). Il periclinio (involucro a forma ovoidale con un diametro di 20 mm) è formato da numerose brattee, le esterne sono simili alle foglie caulinari ovali, lanceolate e verdi, le mediane sono larghe fino a mezzo centimetro e terminano in un'appendice spinosa, breve e semplice; le altre sono più strette ed hanno l'appendice spinosa lunga e pennata, rossiccia, diretta in fuori. Tutte sono glabre e verdi sulla faccia esterna, bianche lucenti sulla parte opposta, al posto della spina si trovano inseriti peli lunghissimi che avvolgono il capolino.

### Fiori
I fiori in genere sono tubulosi (del tipo actinomorfi), e sono tetra-ciclici (ossia sono presenti 4 verticilli: calice – corolla – androceo – gineceo) e pentameri (ogni verticillo ha 5 elementi). I fiori sono inoltre ermafroditi e fertili. Molto raramente sono presenti dei fiori periferici radiati e sterili.
- Formula fiorale:

- /x K {\displaystyle \infty }, [C (5), A (5)], G 2 (infero), achenio

- Calice: i sepali del calice sono ridotti ad una coroncina di squame.
- Corolla: la corolla in genere è colorata di giallo con venature violette ed è formata da un tubo terminante in 5 lobi lungo 20 mm.
- Androceo: gli stami sono 5 con filamenti liberi, papillosi o raramente glabri e distinti, mentre le antere sono saldate in un manicotto (o tubo) circondante lo stilo.[6] Le antere in genere hanno una forma sagittata con base caudata (appendice ottusa). Il polline normalmente è tricolporato a forma sferica o schiacciata ai poli.
- Gineceo: lo stilo è filiforme con due stigmi divergenti. L'ovario è infero uniloculare formato da 2 carpelli. L'ovulo è unico e anatropo.

### Frutti
Il frutto è un achenio cilindrico, lungo quasi un centimetro (6 – 8 mm) e largo 3 mm, bruno, lucente e con fitti solchi paralleli longitudinali (circa 20), tagliato obliquamente alla base, con ilo laterale. Il pappo è formato da due serie ben distinte di setole (in quella esterna le setole sono più lunghe dell'achenio; in quella interna le setole sono più brevi dell'achenio).

### Semi
I semi sono lunghi meno di mezzo millimetro e sottili.

## Biologia
- Impollinazione: l'impollinazione avviene tramite insetti (impollinazione entomogama tramite farfalle diurne e notturne).
- Riproduzione: la fecondazione avviene fondamentalmente tramite l'impollinazione dei fiori (vedi sopra).
- Dispersione: i semi (gli acheni) cadendo a terra sono successivamente dispersi soprattutto da insetti tipo formiche (disseminazione mirmecoria). In questo tipo di piante avviene anche un altro tipo di dispersione: zoocoria. Infatti gli uncini delle brattee dell'involucro si agganciano ai peli degli animali di passaggio disperdendo così anche su lunghe distanze i semi della pianta.

## Distribuzione e habitat
- Geoelemento: il tipo corologico (area di origine) è Ovest Mediterraneo.
- Distribuzione: in Italia la C. benedicta si trova al Centro e al Sud (e in Sardegna).
- Habitat: questa specie è originaria dei paesi del bacino del Mediterraneo; in Italia è comune soprattutto in pianura, in particolare nelle zone tirreniche. Predilige i terreni profondi, sciolti e fertili.
- Distribuzione altitudinale: sui rilievi, in Italia, queste piante si possono trovare fino a 800 m s.l.m..

## Tassonomia
La famiglia di appartenenza di questa voce (Asteraceae o Compositae, nomen conservandum) probabilmente originaria del Sud America, è la più numerosa del mondo vegetale, comprende oltre 23.000 specie distribuite su 1.535 generi, oppure 22.750 specie e 1.530 generi secondo altre fonti (una delle checklist più aggiornata elenca fino a 1.679 generi). La famiglia attualmente (2021) è divisa in 16 sottofamiglie.
La tribù Cardueae (della sottofamiglia Carduoideae) a sua volta è suddivisa in 12 sottotribù (la sottotribù Centaureinae è una di queste).
Il genere Centaurea elenca oltre 700 specie distribuite in tutto il mondo, delle quali un centinaio sono presenti spontaneamente sul territorio italiano.

### Filogenesi
La classificazione della sottotribù rimane ancora problematica e piena di incertezze. Il genere di questa voce è inserito nel gruppo tassonomico informale Centaurea Group formato dal solo genere Centaurea. La posizione filogenetica di questo gruppo nell'ambito della sottotribù è definita come il "core" della sottotribù; ossia è stato l'ultimo gruppo a divergere intorno ai 10 milioni di anni fa.
La  Centaurea benedicta  appartiene al gruppo delle centauree le cui brattee (o squame) dell'involucro terminano con delle rigide spine a forma pennata o palmata e il pappo è formato da due serie ben distinte (in quella esterna le setole sono più lunghe dell'achenio; in quella interna le setole sono più brevi dell'achenio). (In base alla suddivisione proposta da Pignatti). Questa suddivisione comunque è priva di valore tassonomico ma puramente di comodo dato il grande numero di specie spontanee presenti sul territorio italiano.

### Specie simili
Può essere confusa con:
- Silybum marianum ha le squame dell'involucro terminante anche ai margini in un'appendice spinosa, ma verde e larga, triangolare e non ha intorno al capolino l'involucro di foglie.
- In generale si distingue dagli altri cardi come Onopordum acanthium o Cirsium arvense che non hanno per la presenza di foglie intorno al capolino, né le appendici pennate sulle squame, inoltre hanno un achenio molto più piccolo e corto.

## Principi attivi
Contiene glucosidi amari quali cnicina, olio etereo, zuccheri, mucillagini, sostanze tanniniche, resinose e gommose, lascia abbondanti ceneri con presenza di salli di potassio, calcio e magnesio.

## Usi
Viene utilizzata in fitoterapia, la pianta essiccata intera (tolte le parti più grandi e del fusto) e fiorita, ha con proprietà amare, toniche, stimolanti, emagoghe, diuretiche, diaforetitiche, il sovradosaggio provoca bruciori tracheo-esofagei, vomito e coliche accompagnate da diarrea. È sconsigliata in chi soffre di ipercloridria o con lesioni renali. Viene inoltre utilizzata anche in liquoreria.

## Raccolta
Un tempo anche coltivata, con semina ad aprile in file con sesto di 60–70 cm x 30 cm. Le piante venivano tagliate all'inizio fioritura in estate, con possibilità di effettuare un secondo sfalcio in autunno.